# Kamieniołomy obozu Plaszow

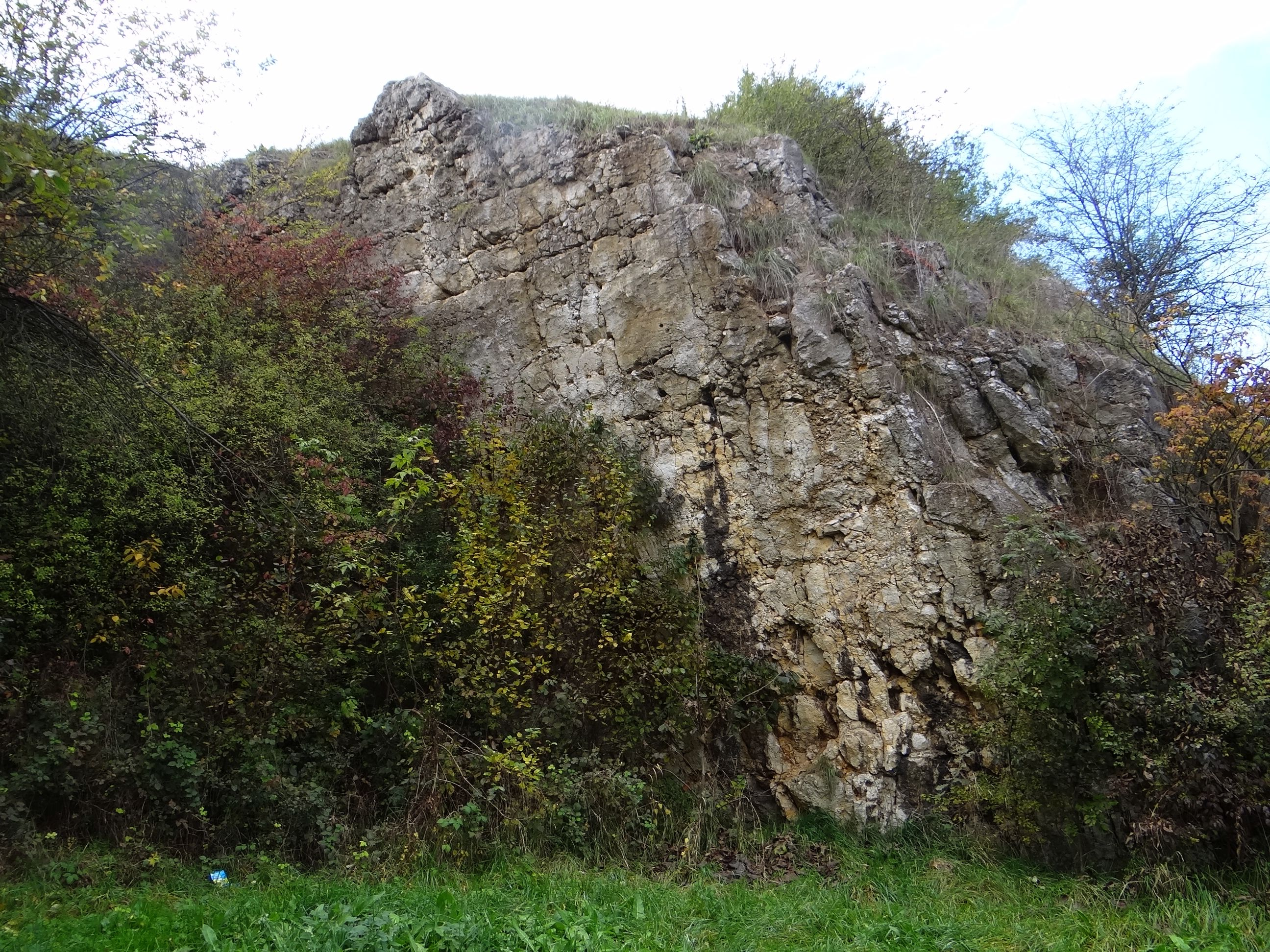
Ściana kamieniołomu

Kamieniołomy obozu Plaszow – dwa nieczynne kamieniołomy na Krzemionkach Podgórskich w dzielnicy Podgórze w Krakowie.
Są to dwa niewielkie kamieniołomy wapienia, znajdujące się na terenie dawnego niemieckiego obozu koncentracyjnego Plaszow. Zlokalizowane były w pobliżu tzw. willi komendanta obozu Plaszow i powyżej terenów starego cmentarza żydowskiego. Funkcjonowały wyłącznie na potrzeby obozu – wydobywane w nich kamienie zużyto do budowy infrastruktury obozowej. Pozostały po nich dwie niewielkie ściany o wysokości 8–10 m. W kamieniołomach pracowali więźniowie obozu i była to najcięższa z prac obozowych.
Na Krzemionkach istniały jeszcze cztery inne kamieniołomy: Szkoła Twardowskiego, Kamieniołom pod św. Benedyktem, Kamieniołom Miejski i Bonarka. Ostatni z kamieniołomów zamknięto w 1986 r.